# Plautilla Bricci
Plautilla Bricci o Plautilla Brizio (Roma, 13 d'agost de 1616 - Trastevere, 1705) va ser una arquitecta, pintora i escultora romana del segle XVII, l'única dona arquitecta coneguda de la seva època. La seva obra més famosa és la Villa Benedetti (Villa il Vascello) prop de la Porta San Pancrazio de Roma. També va dissenyar la tercera capella de la nau esquerra de l'església de San Luigi dei Francesi, dedicada a sant Lluís, i el retaule d'aquesta capella.

## Família
Plautilla Bricci està registrada a la parròquia de San Lorenzo-in-Lucina, al llibre de baptisme de la qual figura com a filla de Giovanni Bricci i Chiara Recupita. També es van registrar els seus set germans, però només tres, inclosa ella, van arribar a l'edat adulta. Nascuda el 1611, la seva germana gran Albina Bricci sembla que es va casar amb un pintor de l'època i el seu germà petit Basilio Bricci (1621) es va convertir en pintor i arquitecte. Més endavant en la seva carrera, tots dos germans sovint van col·laborar en encàrrecs.

## Infància i formació artística
Es va formar al costat del seu pare, que era artista i músic i tenia una botiga prop de l'església de Santa Maria del Popolo. També va rebre formació de l'amic del seu pare, el pintor manierista Giuseppe Cesari (Cavalier d'Arpino), així com de la pintora Maria Eufrasia della Croce, amb qui més tard va col·laborar en un quadre de la Nativitat per al convent de San-Giuseppe a Capo alle Case. La seva pintura més antiga és una Verge miraculosa amb el Nen feta a principis de la dècada de 1630, que va ser donada a l'església de Santa Maria a Monte Santo. No se sap com es va convertir en arquitecta, però potser va rebre instrucció en l'òrbita de Cassiano dal Pozzo, que defensava les dones artistes i tenia interès en la formació arquitectònica.

## Carrera

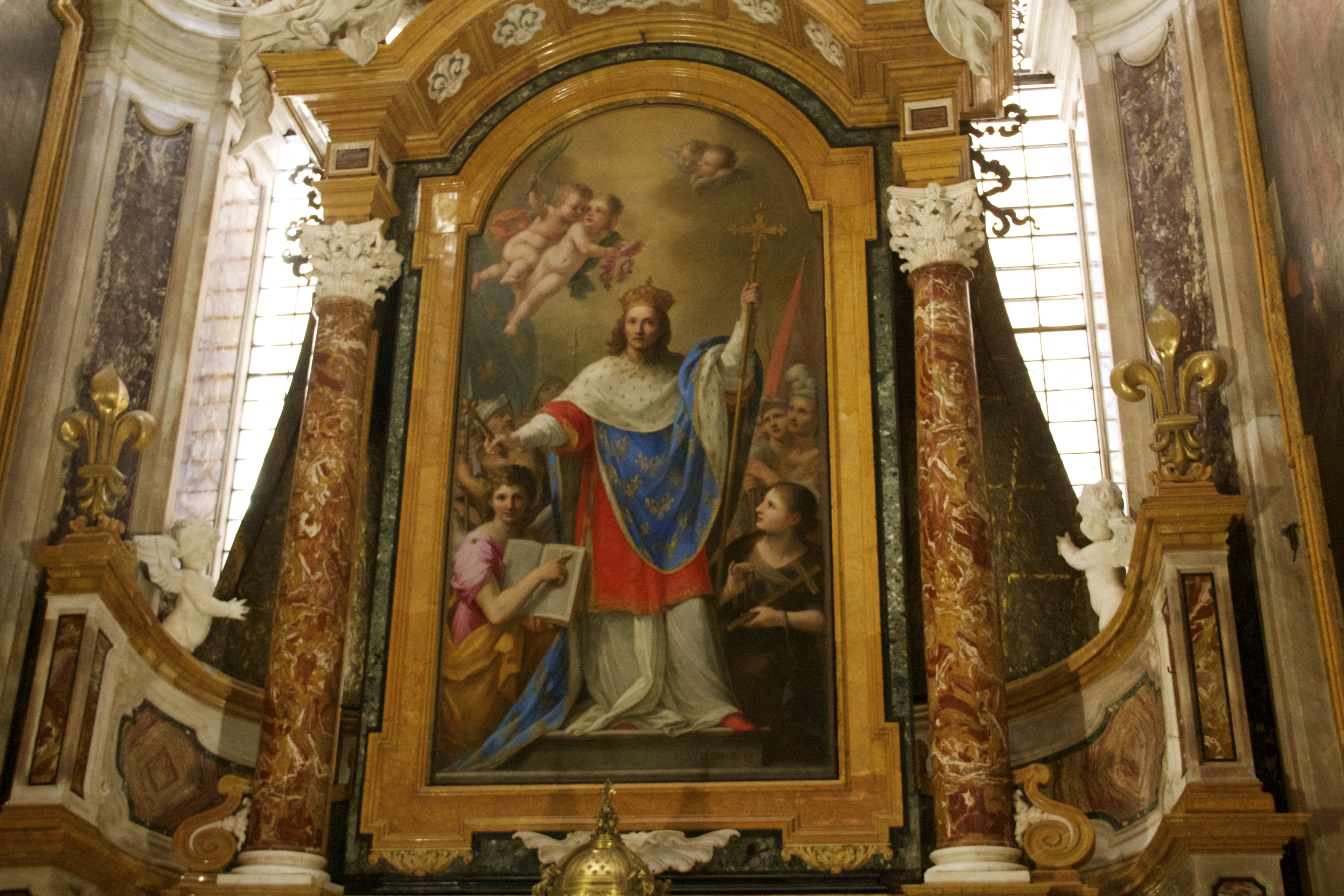
Capella de San Luigi, Església de San Luigi dei Francesi, Roma

El 1631 Bricci va pintar Josep i la dona de Potifar (venut a Londres el 1991). El 1644 va fer dues pintures: un sant Francesc i un àngel i una natura morta floral per al cardenal Francesco Barberini, nebot del Papa. El mateix any va pintar dues portes per a Giacomo Albano Ghibbesio i, posteriorment, un armari per a Antonio degli Effetti, que s'ha perdut.
Entre 1655 i 1671 va assistir a l'Accademia di San Luca. Mentrestant, el 1660 pintava el retaule del Naixement de la Verge per a l'església de Santa Maria a Campo Marzio de Roma. El 1661 va dissenyar les estructures funeràries efímeres per a la tomba del cardenal Mazarin, projecte del qual només han sobreviscut dos dibuixos, que posen de manifest la seva solidesa artística.
Entre 1663 i 1668, Bricci va dissenyar i supervisar la construcció de la Villa Benedetti per a Elpidio, coneguda com a Villa il Vascello (ara en gran part destruïda), pel fet que la seva forma recordava un vaixell. Elpidio podria haver-la contractat perquè volia construir una vil·la com no s'havia vist mai a Roma. Per a aquest encàrrec va comptar amb l'assistència del seu germà Basilio. L'arquitectura era inusual, en tant que incloïa lògies, parets corbes i estuc elaborat. A l'interior de la vil·la hi va pintar una al·legoria de Felicitas Publicas a la galeria i un retaule de l'Assumpció de la Verge per a la capella, al costat dels pintors Pietro da Cortona, Francesco Allegrini i Giovanni Francesco Grimaldi. El pla es va modificar diverses vegades, una d'elles quan Elpidio va visitar França el 1664 i l'arquitectura francesa el va seduir, demanant a Gian Lorenzo Bernini que modifiqués el pla de Bricci.
Entre 1670 i 1680 va dissenyar i supervisar la construcció de la capella de sant Lluís de l'església de San Luigi dei Francesi, a Roma. També en va pintar el retaule i va tallar relleus i escultura. El 1675 va pintar una lluneta de la Presentació del Sagrat Cor de Jesús per a la basílica de Sant Joan del Laterà, així com dos frescos de sant Domènec i sant Francesc (ara destruït). Aquell mateix any va fer un estendard processional amb sant Joan Baptista per al poble de Poggio Mirteto, i va dissenyar un baix relleu d'estuc per a la col·legiata local. El 1686 va participar amb una pintura a l'exposició d'art de San Salvatore a Lauro.

## Darrers anys
Hi ha com a mínim una font que suggereix que Bricci podria haver tingut una relació de llarga durada amb la pintora Maria-Eufradia Benedetti, però no queda clar si era de naturalesa romàntica o amistosa. El 1677 es va traslladar amb el seu germà a una casa que li va cedir Elpidio Benedetti. Quan el seu germà va morir, el 1692, es va traslladar al monestir de Santa Margherita a Trastevere, on va morir el 1705. Està enterrada al costat del seu germà a Santa Maria in Trastevere.

## Reconeixements
L'historiador de l'art Filippo Baldinucci en va elogiar les habilitats a la seva biografia d'artistes contemporanis. Així mateix, Antonio degli Effetti va descriure el seu gabinet al Studiolo di pittura nella Galleria della Ricchezza, i també apareix a la Nota degli Musei de Giovanni Pietro Bellori. Elpidio va descriure el disseny de la seva vil·la al llibre Villa benedetta discritta, publicat l'any 1677 amb el pseudònim de Matteo Mayer. En aquest llibre afirmava que Basilio l'havia dissenyada, però el contracte de construcció i els dibuixos mostren que Bricci en va ser l'arquitecta principal.
Entre novembre de 2021 i abril de 2022, la Galeria del Palazzo Corsini de Roma li va dedicar una exposició amb esbossos, pintures i fotografies.